# Ограничения на TikTok в США
Ограничения на TikTok в Соединённых Штатах Америки — меры и действия, предпринятые американскими властями в ответ на опасения по поводу безопасности данных и конфиденциальности пользователей, связанные с деятельностью платформы TikTok, разработанной китайской компанией ByteDance. Эти меры включают угрозы запрета приложения, а также юридические споры и обсуждения о необходимости регулирования работы иностранных технологий на территории США. 

Сообщение, отображаемое американским пользователям в приложении TikTok во время ограничений 18 января 2025 года

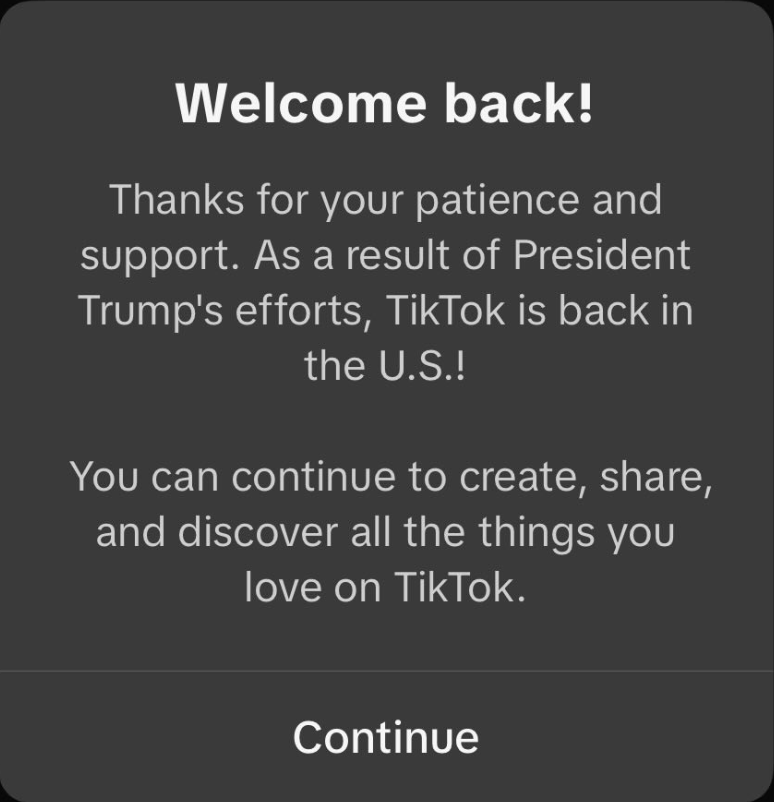
Сообщение, отображаемое для пользователей из США в приложении TikTok после возобновления работы сервисов 19 января 2025 г.

## Ограничения на TikTok в США
TikTok — популярная платформа для обмена короткими видеороликами, созданная китайской компанией ByteDance. С момента своего запуска в 2016 году TikTok стал одним из самых скачиваемых приложений в мире, особенно среди молодежи. Однако, с ростом популярности приложения возникли опасения по поводу безопасности данных и конфиденциальности пользователей, что стало причиной обсуждений об ограничениях на его использование в Соединённых Штатах.

## Предыстория
В 2020 году, на фоне ухудшения американо-китайских отношений, TikTok столкнулся с волной критики со стороны американских законодателей. Многие политики выразили обеспокоенность тем, что данные пользователей могут быть переданы китайскому правительству. В результате этих опасений администрация президента Дональда Трампа объявила о намерении запретить TikTok в США, если компания не продаст свои активы в стране американской компании.

## Первая администрация Трампа
Этот раздел является выдержкой из спора Дональда Трампа с TikTok.
В 2020 году правительство Соединённых Штатов объявило, что рассматривает возможность запрета китайской социальной сети TikTok по просьбе тогдашнего президента Дональда Трампа, который считал это приложение угрозой национальной безопасности. В результате владелец TikTok ByteDance, который изначально планировал продать небольшую часть TikTok американской компании, согласился продать TikTok, чтобы предотвратить его запрет в Соединённых Штатах и в других странах, где также рассматриваются ограничения из-за проблем с конфиденциальностью, которые в основном связаны с тем, что компания принадлежит фирме из Китая.
Позже TikTok объявил о планах подать в суд, оспаривая запрет на сделки с американскими компаниями. Иск против указаний администрации Трампа был подан 24 августа 2020 года. TikTok утверждал, что указ был мотивирован попытками Трампа заручиться поддержкой на выборах с помощью протекционистской торговой политики, направленной против Китая. В отдельном иске, поданном в тот же день техническим менеджером программы TikTok в США Патриком Райаном против Трампа и министра торговли Уилбура Росса, запрашивался временный запретительный судебный приказ. Райан утверждал, что его права на надлежащую правовую процедуру были нарушены, а запрет был «неконституционным изъятием» собственности Райана в соответствии с Пятой поправкой. В иске также утверждалось, что действия Трампа, вероятно, были местью за видеоролики TikTok, в которых участники розыгрыша высмеивали недавний предвыборный митинг Трампа.
Американская технологическая компания Microsoft ранее предлагала идею приобрести алгоритм TikTok и другие технологии искусственного интеллекта, но ByteDance отклонила эту идею, поскольку её руководители выразили обеспокоенность тем, что этому, вероятно, воспротивится китайское правительство, которое, в свою очередь, раскритиковало приказ администрации Трампа как принудительную продажу «разгрома и захвата». 13 сентября 2021 года ByteDance предположила, что предпочла бы закрытие операций в США такой продаже.

## Исполнительные указы
В августе 2020 года Трамп подписал два исполнительных указа, которые затрагивали деятельность TikTok в США. Первый указ, подписанный 6 августа, обязывал TikTok прекратить все операции в стране в течение 45 дней. Второй указ, подписанный 14 августа, предписывал компании ByteDance продать американские активы TikTok в течение 90 дней.

## Юридические последствия
В ответ на эти действия TikTok подал иск против правительства США, утверждая, что его права на справедливое судебное разбирательство и свободу слова были нарушены. Ситуация привлекла внимание многих юридических и правозащитных организаций, которые начали следить за развитием дела.

## Администрация Байдена
9 июня 2021 года администрация Байдена издала указ № 14034 «О защите конфиденциальных данных американцев от иностранных противников» («EO 14034»). EO 14034 отменяет три указа, подписанных Дональдом Трампом: указ № 13942, указ № 13943 и указ № 13971. Несмотря на отмену этих исполнительных указов, администрация Байдена в указе № 14304 призвала другие федеральные агентства продолжить тщательную проверку приложений, принадлежащих иностранным компаниям, чтобы постоянно информировать президента о рисках, которые эти приложения представляют для персональных данных и национальной безопасности. Белый дом заявил, что «администрация Байдена стремится к созданию открытого, совместимого, надёжного и безопасного интернета; защите прав человека онлайн и офлайн; а также поддержке динамичной глобальной цифровой экономики.»
В декабре 2022 года сенатор Марко Рубио и представители Майк Галлахер и Раджа Кришнамурти представили законопроект «О предотвращении национальной угрозы, связанной с интернет-наблюдением, репрессивной цензурой и влиянием, а также алгоритмическим обучением со стороны Коммунистической партии Китая» (ANTI-SOCIAL CCP Act), который запретит социальным сетям, принадлежащим Китаю и России, вести бизнес в Соединённых Штатах.
30 декабря 2022 года президент Джо Байден подписал закон о запрете использования TikTok на государственных устройствах, запрещающий использование приложения на устройствах, принадлежащих федеральному правительству, за некоторыми исключениями. Через несколько дней после того, как администрация Байдена призвала компанию ByteDance, владеющую TikTok, продать платформу или столкнуться с запретом, представители правоохранительных органов сообщили, что в отношении TikTok проводится расследование. 17 марта 2023 года Министерство юстиции США (DOJ) и Федеральное бюро расследований (ФБР) официально начали расследование в отношении TikTok, в том числе по обвинению в слежке за американскими журналистами.
25 января 2023 года сенатор от штата Миссури Джош Хоули представил законопроект о запрете платформы по всей стране. Этот законопроект был заблокирован принудительным голосованием в Сенате 29 марта 2023 года.
В феврале и марте 2023 года в Палату представителей и Сенат были внесены законопроекты DATA и RESTRICT соответственно. Законопроект DATA, внесённый 24 февраля Майклом Макколом, был направлен на запрет продажи закрытых персональных данных сторонним покупателям. 7 марта сенатор Марк Уорнер представил законопроект RESTRICT: в случае его принятия он наделит министра торговли полномочиями проверять деловые операции поставщиков ИТ-услуг и продуктов, связанных с определёнными «иностранными противниками», если они представляют чрезмерную угрозу национальной безопасности и имеют более миллиона активных пользователей в Соединённых Штатах. Законодательство позволит обеспечить исполнение постановлений и других мер по смягчению последствий, которые могут включать обязательное отчуждение активов или запрет на ведение бизнеса в Соединённых Штатах.
13 марта 2024 года Палата представителей США приняла Закон о защите американцев от приложений, контролируемых иностранными противниками (H.R. 7521) при значительной двухпартийной поддержке со стороны демократов и республиканцев. Это полностью запретит использование приложения на территории страны, если только ByteDance не совершит квалифицированную продажу, как это определит президент США. После внесения изменений закон был повторно принят Палатой представителей и Сенатом США и подписан Джо Байденом 24 апреля 2024 года. Если не будет продано, запрет вступит в силу не ранее 19 января 2025 года. В крайний срок могут быть добавлены дополнительные 90 дней.

## Критика
Запреты и попытки запретить TikTok в Соединённых Штатах вызвали возражения, связанные с лицемерием, протекционизмом и отсутствием внимания к конфиденциальности пользовательских данных в целом. Законодатели, выдвигающие обвинения против TikTok, не упоминают о том, что Соединённые Штаты сами следят за гражданами других стран в соответствии с разделом 702 Закона о негласном наблюдении за иностранной разведкой. Типы данных, собираемых TikTok, также собираются другими платформами социальных сетей и продаются через брокеров частным покупателям и, как сообщается, государственным учреждениям без надзора. Исследователь Проекта по управлению Интернетом в Georgia Tech обеспокоен тем, что попытка Вашингтона защитить рынок США может иметь неприятные последствия. Некоторые исследователи из Citizen Lab и Центра стратегических и международных исследований заявили, что информация пользователей в целом должна быть защищена, а не сосредоточена только на одной платформе. Не было публичных доказательств доступа к данным пользователей американского TikTok со стороны правительства Китая. Критики также назвали потенциальный запрет приложения посягательством на свободу слова, включая конгрессменов Рэнда Пола и Томаса Мэсси.

## Опрос общественного мнения
Опрос, проведённый в июле 2020 года компанией Morning Consult, в котором приняли участие 2200 человек, показал, что 29 % взрослых американцев поддержали запрет TikTok, 33 % выступили против, а 38 % не имели определённого мнения. Опрос, проведенный в августе 2020 года компанией Reuters/Ipsos, в котором приняли участие 1349 человек, показал, что 40 % поддерживают решение Трампа о запрете приложения, 30 % выступают против, а 30 % не определились.
Опрос, проведённый в декабре 2022 года компанией Rasmussen Reports, в котором приняли участие 1000 вероятных избирателей в США, показал, что 68 % поддержали предложения о федеральном запрете TikTok, причём 43 % решительно поддержали запрет. И наоборот, 24 % опрошенных выступили против, в том числе 12 % решительно выступили против.
Опрос, проведенный в марте 2023 г. The Washington Post, в ходе которого было опрошено 1027 взрослых американцев, показал, что 41 % поддержали запрет федерального правительства на TikTok, в то время как 25 % по-прежнему выступают против запрета. Ещё один мартовский опрос, проведенный Исследовательский центр Pew Research Center обнаружил, что вдвое больше взрослых американцев поддерживают запрет правительства США на TikTok, чем выступают против него (50 % против 22 %), хотя значительная часть (28 %) остаются неуверенными.
Опрос, проведённый в декабре 2023 года исследовательским центром Pew Research Center, показал, что 38 % выступают за запрет, что отражает снижение числа республиканцев даже на фоне возобновления усилий их партийных лидеров по запрету приложения.
Опрос, проведённый в феврале 2024 года компанией Associated Press и Центром исследований в области общественных отношений NORC, показал, что 31 % респондентов выступают за общенациональный запрет TikTok, в то время как 35 % заявили, что выступают против. В целом 56 % заявили, что поддерживают ограниченный запрет на правительственные устройства.
Опрос, проведённый в апреле 2024 года компанией Reuters/Ipsos, показал, что большинство американцев считают, что китайское правительство использует TikTok для влияния на общественное мнение.

## Реакция компании
TikTok начал работу над Project Texas после 2020 года для решения проблем с данными, возникающих у правительства США. С 2019 по 2024 год TikTok и ByteDance вместе потратили 27 миллионов долларов на лоббизм в США, в том числе их аренда СКДК, а общественностью фирма, в 2023 году по данным Politico. Агентство Рейтер сообщил, что, согласно его источникам, если все законные методы блокирования запрета от апреля 2024 года будут исчерпаны, ByteDance предпочтет закрыть TikTok, чем продавать его с помощью своего основного алгоритма, который также подпадает под экспортный контроль Китая. 7 мая 2024 года ByteDance и TikTok подали иск в Окружной суд Соединённых Штатов по округу Колумбия об отмене Закона о защите американцев от приложений, контролируемых иностранными злоумышленниками.

## Обсуждение и влияние
Вопросы, связанные с ограничениями на TikTok, продолжают обсуждаться в контексте более широких проблем безопасности данных и конфиденциальности. Эксперты поднимают вопросы о необходимости создания четких нормативных актов, регулирующих работу иностранных технологий на территории США и обеспечивающих защиту прав пользователей.

## Заключение
Ситуация вокруг TikTok и его использования в США продолжает развиваться и остается актуальной. Проблемы безопасности данных и взаимодействия с иностранными технологиями требуют постоянного внимания со стороны как государственных органов, так и широкой общественности.